# Otto Schück
Otto Schück (* 26. srpna 1926 Praha, Československo) je český lékař, vysokoškolský pedagog a odborník na nefrologii. Během své kariéry vydal mnoho odborných publikací věnující se lékařství, hlavně nefrologii.
Vystudoval medicínu na Lékařské fakultě Univerzity Karlovy v Praze. Od r. 1951 se věnuje vědecké činnosti. Od roku 1962 pracoval na Ústavu experimentální teorie. Přednášel na Univerzitě Karlově. V roce 1996 mu byla udělena Cena Jana Evangelisty Purkyně.
Pracuje na Institutu klinické a experimentální medicíny (IKEM) v Praze.

## Dílo
- Funkční vyšetřování ledvin. 1. vyd. Praha: Avicenum, 1972. 303, [1] s.
- Nefrologie. 1. vyd. Praha: Avicenum, 1980. 227, [1] s. Knižnice praktického lékaře.
- Nefrologie pro praktické lékaře. 1. vyd. Praha: Scientia medica, 1993. 171 s., 6 obr. příl. Medicína a praxe; sv. 1. ISBN 80-85526-21-2.
- Poruchy metabolizmu vody a elektrolytů: s klinickými případy. 1. vyd. Praha: Grada, 2013. 158 s. ISBN 978-80-247-3689-1.